# Людеман, Мирко
Ми́рко Лю́деман (нем. Mirko Lüdemann, родился 15 декабря 1973 в Вайсвассере) — немецкий хоккеист, бывший защитник клуба «Кёльнер Хайе». Первый в истории Немецкой хоккейной лиги хоккеист, сыгравший свыше 1000 встреч.

## Карьера

### Клубная
Людеманс начал свою карьеру в родном городе Вайсвассеере в составе клуба «Лаузитцер Фуксе», выступая там в молодёжных составах на позиции защитника. В 1991 году он отправился в Канаду, где два года играл за «Форт-Макмюррэй Ойл Бэронз» в Юниорской хоккейной лиге Альберты. В том же году его призвали впервые в молодёжную сборную на чемпионат мира. Вместо того, чтобы ждать драфта НХЛ, Мирко вернулся летом 1993 года на родину, подписав контракт с командой «Кёльн» (ныне «Кёльнер Хайе»), в которой выступает и сейчас. В первом сезоне за команду с 38 играми и 12 очками он закрепился в составе клуба в Первой хоккейной бундеслиге, но команда выбыла в плей-офф в 1/4 финала. В сезоне 1994/1995 ему покорилось чемпионство Германии: несмотря на шестое место по итогам регулярного турнира, «акулами» по пути были разбиты «Кауфбойрен», «Адлер Маннхайм», «Пройссен» и «Ландсхут Кэннибалс» (в финале со счётом 3:2 кёльнцы победили).
В последующие годы Людеман с огромным отрывом становился лучшим защитником Немецкой хоккейной лиги, играя высоко на уровне сборной. В 1996 и 2000 годах «акулы» становились вторыми, в 1999 году выиграли Кубок Шпенглера. А в сезоне 2001/2002 Людеман выиграл второй чемпионат Германии, и снова «акулы» сделали это после 6-го места в регулярном чемпионате. В 2004 году после Кубка мира Мирко покинул сборную Германии, объяснив это желанием сосредоточиться на играх за клуб. В сезоне 2005/2006 он снова стал лучшим защитником и победителем в рейтинге полезности игроков. В полуфинале, проведя 691-й матч, он побил клубный рекорд Йозефа Хайсса. В последующих сезонах Мирко участвовал в матчах звёзд Немецкой хоккейной лиги 2007 и 2008 годов.
В 2007 году он стал серебряным призёром, проиграв команде «Айсберен Берлин» 1:3 после четырёх матчей. В сезоне 2009/2010 после назначения тренером Игоря Павлова Мирко стал капитаном команды. Несмотря на игру в сезоне, уже перед началом следующего первенства капитаном стал Кристоф Ульман. 13 февраля 2009 в поединке против «Фуксе Дуйсбург» Мирко провёл 800-ю игру, став вторым после Андреаса Ренца игроком Немецкой хоккейной лиги, взявшим этот рубеж. 16 февраля 2011 Людеман поставил абсолютный рекорд, сыграв свой 893-й матч в истории чемпионата Германии, а 8 марта того же года провёл 900-ю встречу против «Айсберен Берлин». Набрав 483 очка (из них 161 заброшенная шайба), Людеман стал одним из результативнейших игроков, что позволило закрепить за ним официально 12-й номер в клубе (по случаю завершения карьеры номер планируется изъять из обращения). После конца сезона 2010/2011 контракт с ним был продлён ещё на два года. 24 февраля 2012 Мирко сыграл 950-й матч против «Штраубинг Тайгерз», побив свой же рекорд, а 11 марта 2012 провёл тысячный матч в своей общей карьере (с учётом игр за сборные). 24 февраля 2013 им же был сыгран и 1000-й матч в чемпионате страны. В 2016 году закончил карьеру.

### В сборной
В сборной Мирко сыграл 132 игры и забил 13 голов, отметившись победной шайбой в олимпийской квалификации к 2002 году. Он участвовал в чемпионатах мира 1994, 1995, 1996, 1997, 2001, 2003 и 2004 годов, чемпионате мира вторых сборных 1999 года, а также трёх Олимпиадах 1994, 1998, 2002 годов. Из сборной он ушёл из-за конфликта с Грегом Поссом, главным тренером сборной. Уговоры со стороны Уве Круппа не убедили Мирко вернуться в сборную.

### Статистика
- Мирко Людеман — статистика на «Eliteprospects.com» (англ.)
- Мирко Людеман — статистика на European Ice Hockey Online AB  (англ.)
- Мирко Людеман — статистика на The Internet Hockey Database  (англ.)

### Новости
- Lüdemann DEL-Rekordspieler  (нем.)
- 1.000 Haie-Spiele! Mirko Lüdemann erreicht gigantischen Meilenstein!  (нем.)